# Орловський Валерій Володимирович
Валерій Володимирович Орловський (помер 17 березня 2021 на 74 році життя) — радянський і український митник і музейник-аматор, засновник Одеського приватного музею митниці.

## До життєпису
Очолив перший у митній системі Радянського Союзу підрозділ по боротьбі з контрабандою, який було створено 12 квітня 1984.
Займався також створенням кінологічного центру (ймовірно на базі Чорноморської регіональної митниці).
Розмістив у власному приватному триповерховому особняку в передмісті Одеси музей митниці. У приватному музеї — більше 2,5 тис. експонатів, серед яких:
- ключ 1912 року від головної будівлі одеської митниці, розташованої в порту;
- митні ліхтарі і ваги 1950-х років;
- пломбіратори, якими позначався перевірений вантаж;
- фотографії техніки контрабандистів по злому і підробки пломб;
- оригінали фотографій, що стосуються найгучнішої в СРСР справи про контрабанду — Альберт Меликситяна директор комісійного магазину в Єревані вирішив переправити до США коштовності на 5 млн дол.;
- літографії, за яким можна малювати за кордоном канонічні ікони.

Орловський також займався організацією Музею Одеської митниці, який знаходиться в її службових приміщеннях.